# Polo (periódico)
Periódico POLO es el nombre del órgano periodístico y de opinión del partido colombiano Polo Democrático Alternativo (PDA). Su actual director es el periodista Antonio Morales.

## Creación
El periódico nace de la necesidad del PDA de tener un medio por el cual difundir su opinión respecto a temas coyunturales (políticos, económicos, sociales, culturales, etc.). Asimismo, es un referente para los medios de comunicación alternativos, junto al Semanario Voz, órgano oficial del Partido Comunista Colombiano.[cita requerida]